# Groupe PSA

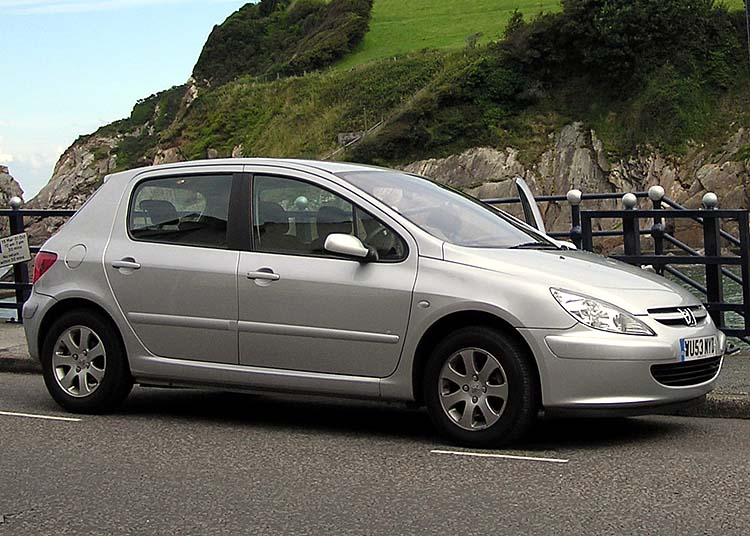
Peugeot 307

Groupe PSA (раніше PSA Peugeot Citroën) — колишня французька автомобілебудівна компанія, другий за величиною виробник автомобілів у Європі. Штаб-квартира — в Парижі, Франція. Абревіатура PSA розшифровується як Peugeot Société Anonyme.
Окрім марок Peugeot та Citroën концерну належать компанії: Faurecia, Peugeot Motocycles, Banque PSA Finance, Peugeot Citroën Moteurs (PCM), Process Conception Ingénierie (PCI), DS Automobiles. У 2017 PSA за €1,3 млрд придбав у американського автоконцерну GM його дочірні підприємства — німецьке Opel та британське Vauxhall.
18 грудня 2019 PSA та Fiat Chrysler Automobiles оголосили про домовленість щодо злиття двох компаній. 16 липня 2020 вони оголосили назву утворюваної злиттям компанії — Stellantis. Злиття було завершено 16 січня 2021.

## Історія
1974 року компанія Peugeot SA придбала 38,2 % акцій компанії Citroën; в 1976 році довела цю частку (до того часу Citroën була близька до банкрутства) до 89,95 %. Після цього була створена PSA Group (де PSA — скорочення від Peugeot Société Anonyme), яку надалі перейменували на PSA Peugeot Citroën, а потім — Groupe PSA.

## Власники та керівництво
Найбільші акціонери компанії на жовтень 2009 року: сім'я Пежо — 30,3 % (45,1 % голосуючих акцій), співробітники — 2,76 % (3,8 %), казначейські акції — 3,07 %, решта акцій знаходиться у вільному обігу.
Президент Групи PSA Peugeot Citroën — Крістіан Стрефф (Christian Streiff).

## Діяльність
PSA Peugeot Citroën випускає автомобілі під марками «Пежо» і «Сітроен». Два бренди, що належать компанії, мають незалежні структури просування на ринку та мережі роздрібних продажів; проте розробка і виробництво моделей здійснюється спільними підрозділами.
Загальна чисельність персоналу — 211,7 тис. осіб.
У 2007 році загальний обсяг продажів компанії склав 3,23 млн автомобілів (у 2006 — 3,36 млн), виторг склав 60,6 млрд євро (56,5 млрд євро), чистий прибуток — 885 млн євро (176 млн євро).

## Розташування заводів-виробників

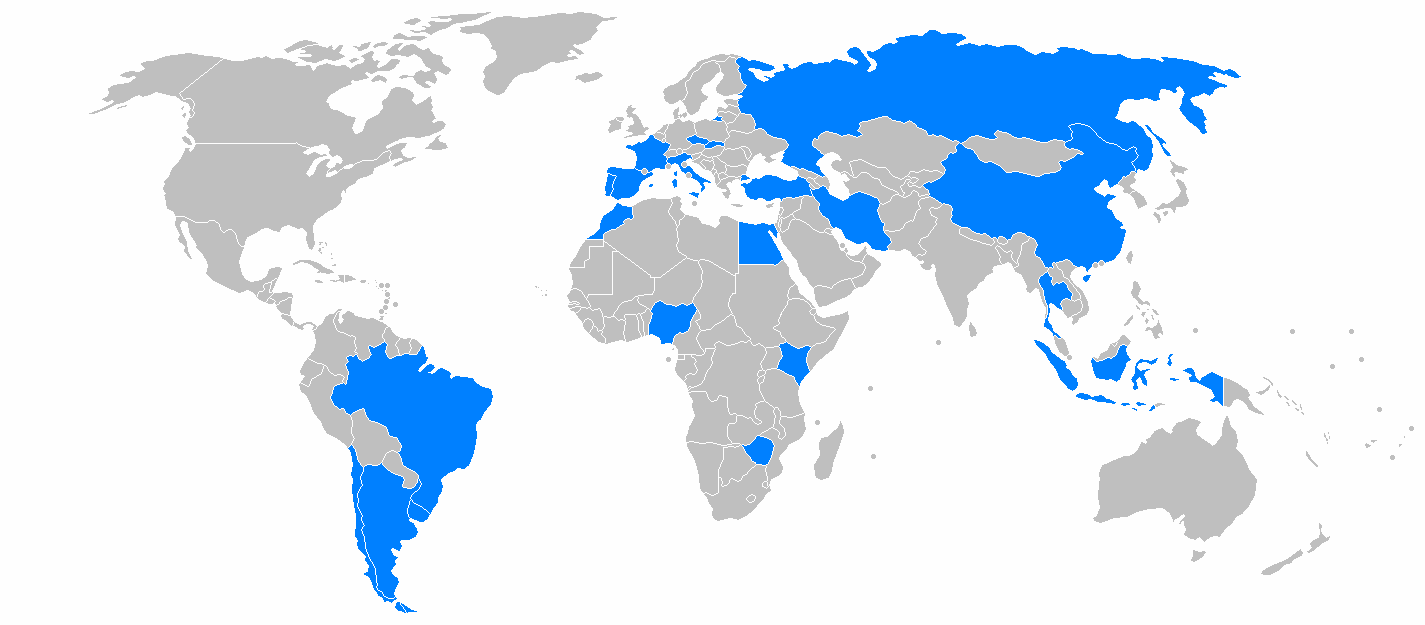
Країни, в яких розташовані заводи PSA Peugeot Citroën та Sevel

- Франція PSA Peugeot Citroën. Штаб-квартира розташована у м. Париж;
  - Automobiles Peugeot S.A.. Штаб-квартира розташована у м. Париж;
  - Automobiles Citroën S.A.. Штаб-квартира розташована у м. Париж. Основні заводи розташовані у:
    - м. Пуассі, що у департаменті Івлін;
    - м. Сошо, що у департаменті Ду;
    - муніципалітеті Сосайм (приміська зона міської конурбації Мюлуз), що у департаменті Верхній Рейн;
    - м. Ренн, що у департаменті Іль і Вілен;
    - м. Льє-Сент-Аман, що у департаменті Нор (Sevel Nord, завод спільний із Fiat);
    - м. Ольне-су-Буа, що у департаменті Іль-де-Франс (закритий у 2014).

  - Automobiles Peugeot S.A., (автомобілі-дачі). Штаб-квартира та основні виробничі потужності розташовані у м. Корбей, що у департаменті Луаре;
  - Ste Peugeot Motocycle, (мотоцикли). Штаб-квартира та основні виробничі потужності розташовані у м. Валантіньє, що у департаменті Ду

- Аргентина Sevel Argentina SA. Штаб-квартира розташована у м. Буенос-Айрес. Основні виробничі потужності у м. Вілла Бош, що у провінції Буенос-Айрес.
- Аргентина Peugeot-Citroen Argentina SA. Штаб-квартира та основні виробничі потужності розташовані у м. Вілла Бош, що у провінції Буенос-Айрес.

- Бразилія Peugeot Citroen Do Brasil Automoveis Ltd (Peugeot). Штаб-квартира та основні виробничі потужності розташовані у районі Порту Реал міста Ріо-де-Жанейро;
- Бразилія Peugeot Citroen Do Brasil Automoveis Ltd (Citroën). Штаб-квартира та основні виробничі потужності розташовані у районі Порту Реал міста Ріо-де-Жанейро.

- Уругвай Sevel Uruguay SA . Штаб-квартира розташована у м. Монтевідео. Основні виробничі потужності у с. Карраско, що у департаменті Канелонес.

- КНР Dongfeng Peugeot Citroen Automobile. Штаб-квартира розташована у м. Ухань, що у провінції Хубей. Основні заводи у:
  - м. Ухань, що у провінції Хубей;
  - м. Сян'ян, що у провінції Хубей (силові передачі).

- КНР Changan PSA Automotomiles Co Ltd. Штаб-квартира та основні виробничі потужності розташовані у м. Шеньчжень, що у провінції Ґуандун.

- Індія PSA Peugeot Citroën India Ltd. Штаб-квартира та основні виробничі потужності розташовані у м. Сананд, що у провінції Гуджарат.

- Іран SAIPA Co. Штаб-квартира розташована у м. Тегеран. Заводи у:
  - м. Тегеран (Saipa Co, 15-ий кілометр Спеціальної траси на Кередж);
  - м. Тегеран (Saipa Diesel, 12-ий кілометр Спеціальної траси на Кередж; вантажівки, мікроавтобуси);
  - м. Кашан, що у остані Ісфахан (Saipa Kashan, 14-ий кілометр Спеціальної траси на Ердестан).
- Іран Iran Khodro. Штаб-квартира та основні виробничі потужності розташовані у м. Кередж.

- Туреччина Karsan Automotive Industry & Trade. Штаб-квартира та основні виробничі потужності розташовані у м. Бурса, що у ілі Бурса.

- Чехія TPCA. Штаб-квартира та основні виробничі потужності розташовані у м. Колін, що у Центральночеському краї.

- Словаччина PSA Peugeot Citroën Slovakia. Штаб-квартира та основні виробничі потужності розташовані у м. Трнава, що у Трнавському краї.

- Іспанія Citroën España SA. Штаб-квартира розташована у м. Мадрид. Заводи у:
  - м. Віго, що у автономному співтоваристві Галісія;
  - м. Мадрид.

- Росія PCMA Rus LLC. Штаб-квартира та основні виробничі потужності розташовані у м. Калуга, що у Калузькій області.